# Roberto Robert y Casacuberta
Roberto Robert y Casacuberta (Barcelona, 1827-Madrid, 1873) fue un escritor, periodista, político y traductor español.

## Biografía
Nacido en Barcelona el 12 de septiembre de 1827, fue diputado a Cortes en varias legislaturas y ministro plenipotenciario de España en la Confederación Helvética, de cuyo cargo no llegó a tomar posesión. Dirigió en Madrid El Tío Crispín (1855) por cuyo primer número pasó un año en la cárcel del Saladero. Colaboró en Diario Madrileño, La Discusión, Gil Blas, La Península (1856-1857), El Fomento (1862), La América, El Museo Universal y La Ilustración Española y Americana. También trabajó en Un Tros de Paper —con artículos en catalán de temática costumbrista—. Fue uno de los fundadores de la Asociación de Escritores y Artistas.
Masón y de ideología republicana, frecuentó en Madrid locales como el Café Suizo y el Lhardy, manteniendo amistad con Benito Pérez Galdós, Rosalía de Castro o el cubano José Martí. Falleció en Madrid el 18 de abril de 1873, víctima de la tuberculosis.
Fue descrito por Julio Cejador y Frauca como un «batallador y demoledor periodista revolucionario que hacia gala de ser ateo y fué, por lo menos, de ingenio incisivo y muy culto». Publicó obras como Ultimo enamorado (Madrid, 1857), El Mundo riendo, gracias y desgracias, chistes y sandeces (Barcelona, 1866), Los cachivaches de antaño  —un ataque contra la sociedad medieval— (1869, 1879, 1904), Crítica de la bufonada cómica Macarroni I... (1870), Los Tiempos de Mari-Castaña (1870), La espumadera de los siglos (1871), Las españolas pintadas por los españoles (obra colectiva, dirigida por él, 1871-1872) y Amores funestos (1903).